# Jevíčko (železniční zastávka)
Jevíčko je železniční zastávka a nákladiště ve východní části města Jevíčko, v katastru obce Jaroměřice v okrese Svitavy v Pardubickém kraji nedaleko řeky Jevíčky. Leží na neelektrizované jednokolejné železniční trati Třebovice v Čechách – Chornice – Prostějov/Velké Opatovice.

## Historie
Stanice byla vybudována jakožto součást odbočné trati společnosti Moravská západní dráha (MWB) do Velkých Opatovic vyvedené z Chornic. Tudy procházela hlavní trasa dráhy spojující Třebovici v Čechách, kde se trať napojovala na existující železnici do Ostravy a Krakova, a Prostějov s možnými směry jízdy na Brno, či na Olomouc. Nádraží bylo vystavěno dle typizovaného stavebního vzoru. Pravidelný provoz mezi Prostějovem a Třebovicí i na odbočné trati byl zahájen 1. září 1889.
18. května 1908 otevřela společnost Místní dráha Velké Opatovice-Skalice nad Svitavou trať do Boskovic s napojením na hlavní trať mezi Brnem a Českou Třebovou v nedaleké Skalici nad Svitavou. Trať včetně zastávky byla zestátněna až roku 1945, Československé státní dráhy zde však již od roku 1921 zajišťovaly provoz.

## Popis
Nachází se zde dvě nekrytá hranová nástupiště, k příchodu k vlakům slouží přechody přes kolejiště.